# Ацинус (лёгкое)

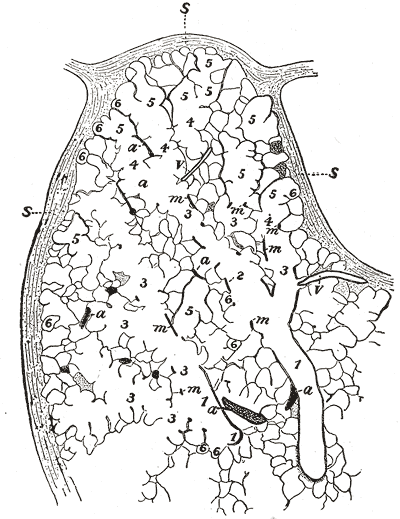
Участок вторичной дольки лёгкого с указанием элементов первичной дольки (ацинуса). 1, терминальная бронхиола; 2, респираторная бронхиола; 3, альвеолярный ход; 4, преддверие; 5, альвеолярный мешок; 6, альвеола, межальвеолярная перегородка: m, гладкая мускулатура; a, ветвь лёгочной артерии; v, ветвь лёгочной вены; s, перегородка между вторичными дольками.

Ацинус (лат. acinus «виноградная гроздь») — структурно-функциональная единица лёгких. Состоит из ветвей терминальной (концевой) бронхиолы — респираторных бронхиол 19-23-го порядков и альвеолярных ходов, разветвляющихся на альвеолярные мешочки.

## Анатомия
Каждая лёгочная долька (вторичная долька, система долькового бронха) представлена, по разным оценкам, от 3—5 до 50—100 ацинусами.
Ацинус представляет собой систему разветвлений одной концевой бронхиолы, которая делится на 14—16 респираторных (дыхательных) бронхиол первого порядка, имеющих ветви второго порядка. Дыхательные бронхиолы второго порядка также разветвляются на респираторные бронхиолы 3-го порядка, от которых отходят 2—3 генерации альвеолярных ходов. При разветвлении альвеолярных ходов образуются альвеолярные мешочки. В ацинусе, как и в бронхиальном дереве, бронхи и бронхиолы разветвляются дихотомически (на три ветви).